# نورمان جاكوبسن
نورمان جاكوبسن هو سياسي كندي، ولد في 17 أبريل 1930 في نيو ويستمينيستر في كندا. حزبياً، نشط في British Columbia Social Credit Party ‏.